# Intermediate eXperimental Vehicle
L'Intermediate eXperimental Vehicle (IXV) è un programma dell'Agenzia Spaziale Europea finalizzato alla costruzione di un veicolo spaziale sperimentale in grado di compiere un rientro atmosferico controllato da orbita terrestre bassa (circa 300 km). Il veicolo ha effettuato il primo test di volo senza equipaggio nel febbraio 2015, superando i test principali di manovra di rientro in atmosfera e protezione termica.

## Storia del progetto
IXV è un progetto ESA che mira a convalidare le tecnologie di rientro atmosferico nell'ambito del programma FLPP. Questo programma di ricerca tecnologica si concentra sullo sviluppo di tecnologie per i futuri lanciatori europei. Il PPBM è all'origine dell'ARD lanciato nel 1998.
Gli obiettivi dell'IXV sono sviluppare strumenti e processi implementabili durante un rientro atmosferico:
- strumentazione aerodinamica e aerotermodinamica;
- protezioni termiche; l'IXV è dotato di una vasta gamma di sistemi di protezione termica come compositi ceramici e materiali ablativi per misurare le loro prestazioni in condizioni di volo reali;
- controllo di volo ipersonico: guida, navigazione e controllo, motori di controllo di assetto e superfici di controllo aerodinamico; l'IXV è il primo veicolo spaziale europeo controllato da una combinazione di flap e propulsori implementati utilizzando algoritmi di guida avanzati basati su dati inerziali e ricevitori GPS;
- modellizzazione dei fenomeni aerodinamici e termici che si verificano durante il rientro atmosferico il cui controllo ridurrebbe i margini di sicurezza incorporati nel progetto di questo tipo di veicolo.

Lo sviluppo di IXV prende le mosse da precedenti studi, come quello della CNES (l'agenzia spaziale francese) chiamato Pre-X e lo stesso dell'ESA chiamato AREV (Atmospheric Reentry Experimental Vehicle). Le prime fasi dello sviluppo del veicolo sono state gestite dalla compagnia NGL Prime SpA, una joint venture di EADS SPACE (70%) e Finmeccanica (30%). La fase C (finalizzazione del design) è stata assegnate a Thales Alenia Space, nella sua sede di Torino.

## Caratteristiche tecniche

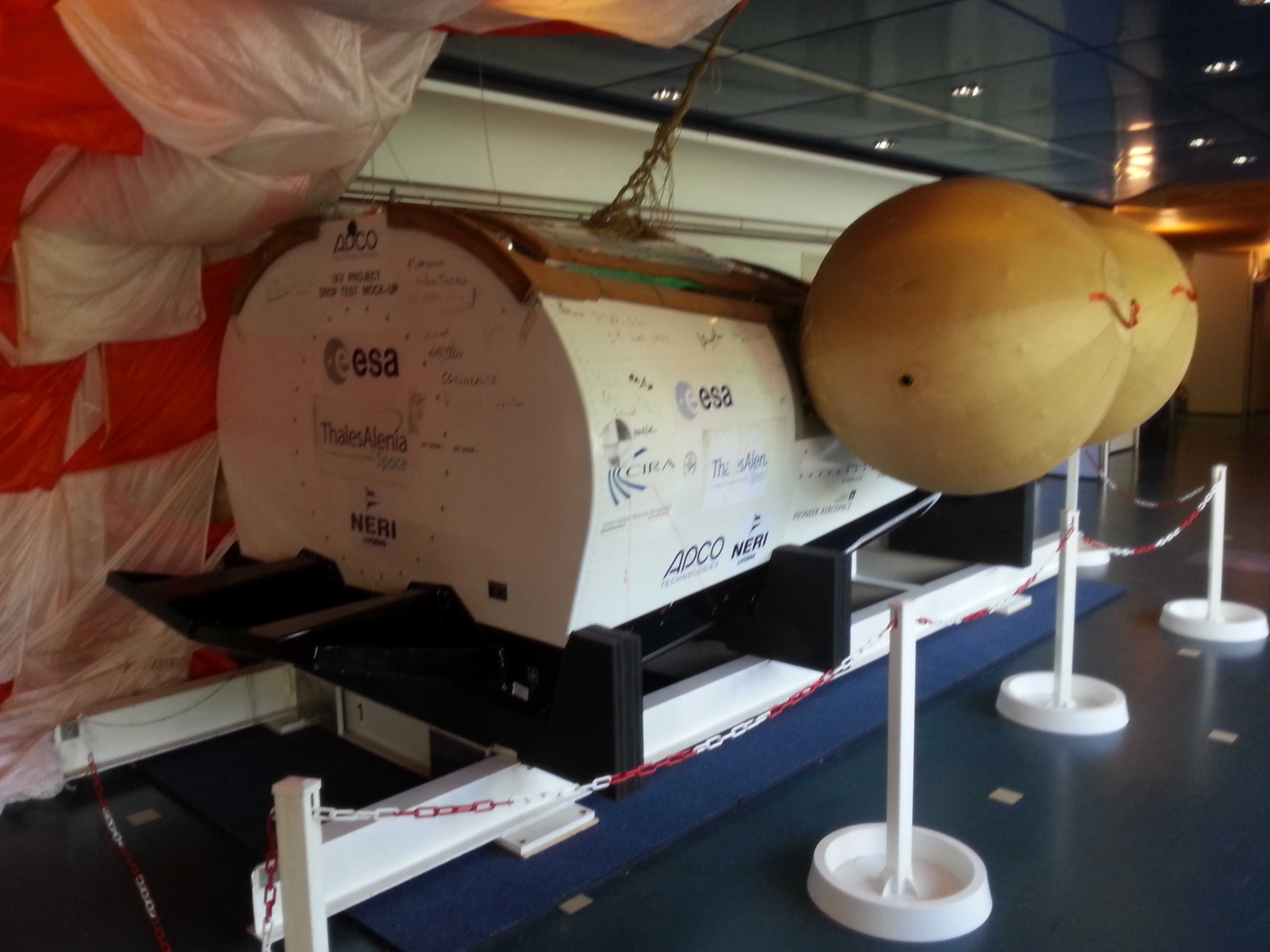
Vista posteriore del modello usato per i test

L'IXV è un corpo portante senza ali ma con due Flap fissati nell'estensione della fusoliera per controllarne il volo durante il rientro atmosferico. Il rientro è condotto mantenendo il muso alto, esattamente come per lo Space Shuttle, mentre la fase finale della discesa è compiuta con una catena di paracadute espulsi dalla parte alta del veicolo. Il veicolo spaziale è lungo 5 m, alto 1,5 m e largo 2,2 m con una massa di 2 ton. Per controllare il profilo di volo, l'IXV utilizza i suoi due flap e quattro motori a razzo da 400 N di spinta posizionati nella parte posteriore del corpo di trasporto. Questi propulsori sono già stati implementati ai piani superiori del lanciatore Ariane 5 e sono a propellente liquido (idrazina). Per soddisfare il suo scopo di dimostratore tecnologico, l'IXV è equipaggiato con quasi 250 sensori posizionati in diversi punti della superficie dello scafo: 37 sensori di pressione, 194 sensori di temperatura, 12 sensori di spostamento e 48 sensori che misurano le forze subite dallo scafo o altri dati come la telecamera a infrarossi posizionata sul retro. Questi sensori sono suddivisi in due sottoinsiemi: quelli utilizzati per analizzare l'aerodinamica del veicolo e quelli interessati a sforzi termici.

## Volo di test

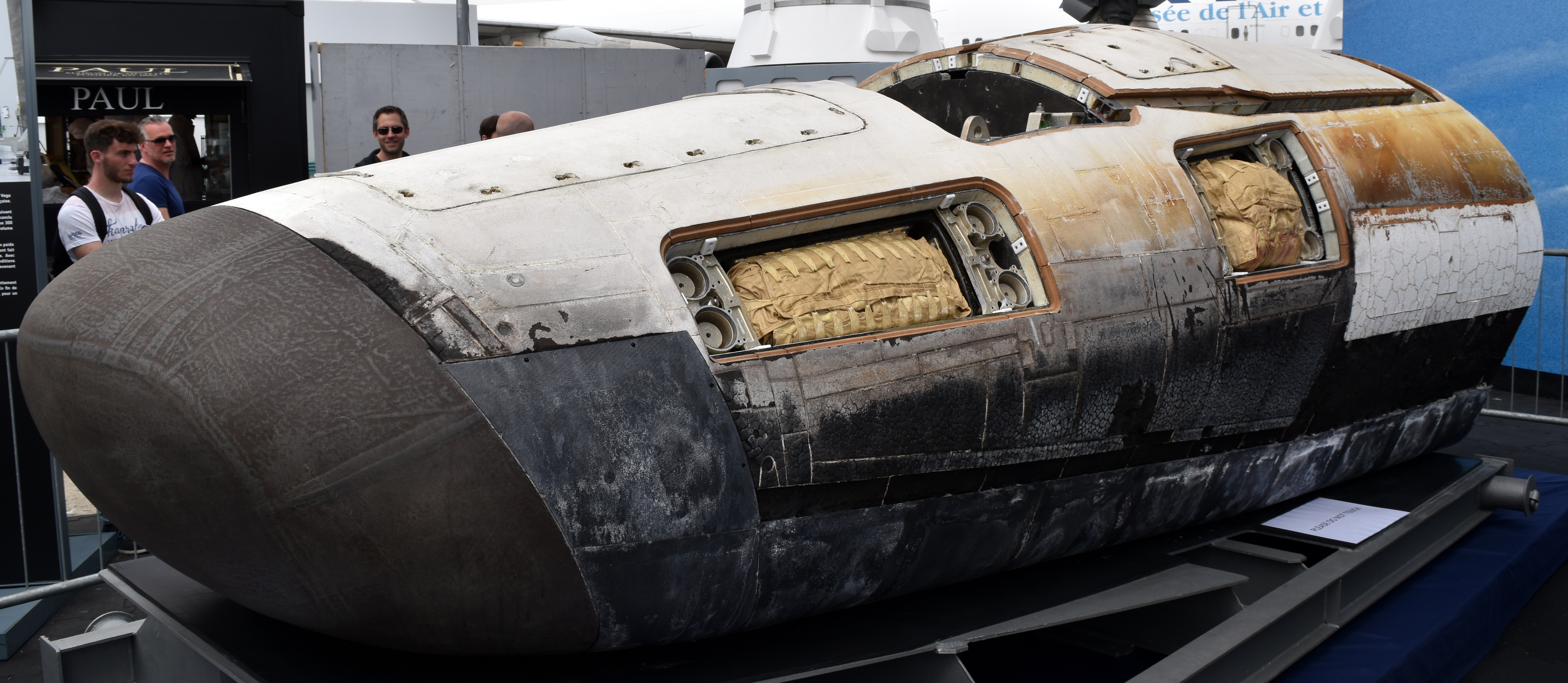
IXV una volta atterrato

Il lancio, che è avvenuto utilizzando il nuovo lanciatore leggero europeo Vega, era stato inizialmente previsto entro il 2013 per essere poi stato eseguito con successo l'11 febbraio del 2015. È partito da Korou alle 13:40, a 320 km di altezza la navicella si è staccata dal lanciatore e ha volato fino a 450 km ad una velocità di circa 7,5 km/s e ha iniziato a scendere verso l'Oceano Pacifico ad un'altezza di 120 km. Tutto il volo è durato 1 ora e 39 minuti, durante il quale sono stati raccolti numerosi dati sul volo e discesa.

## Progetti collegati
Parallelamente l'Agenzia Spaziale Europea sta portando avanti il progetto PRIDE, che prevede la costruzione di uno spazioplano sperimentale, l'ISV, che adotterà molte delle scelte tecniche usate nell'IXV e basato sui risultati ottenuti dal suo volo sperimentale.
Il Centro italiano ricerche aerospaziali e Thales Alenia Space stanno sviluppando il progetto Space Rider, un velivolo spaziale riutilizzabile, evoluzione dell'IXV, in grado di effettuare un rientro atmosferico a Terra.